# Atletica leggera ai Giochi della XXII Olimpiade - Staffetta 4×400 metri femminile
La staffetta 4×400 metri ha fatto parte del programma femminile di atletica leggera ai Giochi della XXII Olimpiade. La competizione si è svolta nei giorni 31 luglio-1º agosto 1980 allo Stadio Lenin di Mosca.

## Presenze ed assenze delle campionesse in carica
| Competizione         | Atleta       | Prestazione | Mosca 1980 |
| -------------------- | ------------ | ----------- | ---------- |
| Olimpiadi 1976       | Germania Est | 3'19”23     | Presente   |
| Commonwealth 1978    | Inghilterra  | 3'27”19     | [ E 1 ]    |
| Europei 1978         | Germania Est | 3'21”20     | Presente   |
| Coppa del mondo 1979 | Germania Est | 3'20”37     | Presente   |

1. ↑  Ai Giochi partecipa la Gran Bretagna.

### Assenti per il boicottaggio
| Competizione      | Nazionale   | Prestazione |
| ----------------- | ----------- | ----------- |
| Asiatici 1978     | Giappone    | 3'46”29     |
| Africani 1978     | Ghana       | 3'35”55     |
| Panamericani 1979 | Stati Uniti | 3'29”40     |

## Finale
| Pos | Paese            | Atlete                                                                | Tempo   |
| --- | ---------------- | --------------------------------------------------------------------- | ------- |
|     | Unione Sovietica | Tat'jana Proročenko Tat'jana Gojščik Nina Zjus'kova Irina Nazarova    | 3'20”12 |
|     | Germania Est     | Gabriele Löwe Barbara Krug Christina Lathan Marita Koch               | 3'20”35 |
|     | Gran Bretagna    | Linsey MacDonald Michelle Probert Joslyn Hoyte-Smith Janine MacGregor | 3'27”5  |